# Junghuhnia vitellina
Junghuhnia vitellina är en svampart som beskrevs av Spirin 2005. Junghuhnia vitellina ingår i släktet Junghuhnia och familjen Meruliaceae.   Inga underarter finns listade i Catalogue of Life.